# Durmuş Yılmaz
Durmuş Yılmaz (ur. w 1947 w Uşaku) – turecki ekonomista, w latach 2006–2011 prezes tureckiego banku centralnego (tr. Türkiye Cumhuriyet Merkez Bankası). W 2015 roku poseł na Wielkie Zgromadzenie Narodowe Turcji. 

## Życiorys
Durmuş Yılmaz urodził się w 1947 roku w Uşaku. Wyższe wykształcenie ekonomiczne zdobył na uczelniach w Wielkiej Brytanii – stopień bakałarza (BA) na City University of London i magistra na University College London (UCL). W 1980 roku rozpoczął pracę w tureckim banku centralnym w departamencie ds. walutowych. Zajmował się również zarządzaniem długiem zewnętrznym, rezerwami walutowymi i kursami walutowymi. W 1993 został zastępcą dyrektora wydziału ds. transakcji walutowych, następnie dyrektorem wydziału ds. międzybankowego rynku pieniężnego (1995) i dyrektorem wydziału ds. bilansu płatniczego (1996). W 1996 roku awansował na zastępcę dyrektora wykonawczego departamentu rynków. W 2003 roku został wybrany na członka zarządu banku a w 2006 roku na jego prezesa – funkcję tę sprawował do kwietnia 2011. 
W 2015 roku był posłem Ruchu Nacjonalistycznego do Wielkiego Zgromadzenia Narodowego Turcji. Stracił mandat w wyniku przyspieszonych wyborów parlamentarnych.